# Celatogloea simplicibasidium
Celatogloea simplicibasidium är en svampart som först beskrevs av Lindsey & Gilb., och fick sitt nu gällande namn av P. Roberts 2005. Celatogloea simplicibasidium ingår i släktet Celatogloea, divisionen basidiesvampar och riket svampar.   Inga underarter finns listade i Catalogue of Life.